# Bibliothèque historique de la ville de Paris
Ne doit pas être confondu avec Bibliothèque de l'hôtel de ville de Paris.
La Bibliothèque historique de la Ville de Paris (BHVP) est une bibliothèque publique spécialisée dans l'histoire de Paris et de l'Île-de-France. Faisant partie du réseau des bibliothèques municipales de la Ville de Paris, elle est située depuis 1969 dans l'hôtel d'Angoulême ou de Lamoignon, au 24, rue Pavée, dans le 4e arrondissement.
Ses collections abordent l'histoire de Paris et de l'Île-de-France sous tous ses aspects : histoire topographique et monumentale, urbaine, politique, religieuse, sociale et culturelle. Elle conserve également d'importantes collections concernant le théâtre et la littérature.
Elle a pour mission de mettre à disposition de toute personne intéressée par ces sujets les ressources documentaires qu'elle conserve et enrichit. Elle est dirigée depuis 2008 par Emmanuelle Toulet.

## Historique

### Histoire de la bibliothèque
La première bibliothèque de la Ville de Paris est constituée grâce à Antoine Moriau (1699-1759). Procureur de la ville de Paris de 1722 à 1755, collectionneur de livres et de documents divers sur Paris, il loue l'hôtel d'Angoulême-Lamoignon pour y installer ses collections qu'il lègue à la Ville de Paris.
La municipalité décide alors d'y ouvrir la première bibliothèque publique de la ville, inaugurée le 13 avril 1763, avec à sa tête le bibliothécaire Pierre Nicolas Bonamy.
En mars 1795, un arrêté met la bibliothèque « à la disposition de l'Institut national des sciences et des arts » et les collections sont, pour la plupart, intégrées à la bibliothèque de l'Institut, privant ainsi la Ville de Paris de sa bibliothèque.
En 1804, le préfet de la Seine, Nicolas Frochot, donne à la bibliothèque de l'École centrale de la rue Saint-Antoine le titre de bibliothèque de la Ville de Paris. Elle est ensuite transférée successivement dans l'ancien hôtel des Vivres, dans les anciennes dépendances de Saint-Jean-en-Grève et, en 1835, vers le quai d'Austerlitz, avant d'être installée dans l'hôtel de ville.
Les collections de la bibliothèque sont entièrement détruites lors de l'incendie de l'hôtel de ville, durant la Commune de Paris le 24 mai 1871. Une nouvelle bibliothèque de la Ville est créée grâce au bibliothécaire Jules Cousin, qui fait don à la Ville de sa collection personnelle composée d'environ 6 000 livres et 10 000 estampes.
Dès 1872, cette bibliothèque « publique et spécialement consacrée à l'histoire de Paris » (selon la décision du préfet de la Seine de l'époque, Léon Say, en 1872) est installée à l'hôtel Carnavalet, où est créé un musée consacré aux collections historiques de la Ville de Paris.
En 1893, après le départ à la retraite de Jules Cousin, la bibliothèque compte 100 000 volumes. Les collections du musée et de la bibliothèque étant très riches, une séparation est opérée entre les deux établissements en 1898 : le musée demeure à Carnavalet et la bibliothèque s'installe dans un hôtel connu par la suite sous le nom d'hôtel Le Peletier de Saint-Fargeau au 29, rue de Sévigné. Le musée possède un Cabinet des estampes distinct des collections de la bibliothèque.
Jules Cousin est remplacé par Lucien Faucou auquel succède Paul Le Vayer. En 1903, Marcel Poëte reprend les rênes de la bibliothèque. Il est, avec Jules Cousin, l’un des bibliothécaires à avoir fait la renommée de la bibliothèque historique de la Ville de Paris. Il la renomme temporairement Institut d'histoire, de géographie et d'économie urbaines de la Ville de Paris.
Le transfert de la bibliothèque dans l'hôtel de Lamoignon en 1968 et son ouverture en janvier 1969, après les travaux de restauration et d'aménagement des trois architectes Jean Creuzot, Jean-Pierre Paquet et André Vois, marque le renouveau de la bibliothèque.

### Hôtel d’Angoulême ou de Lamoignon

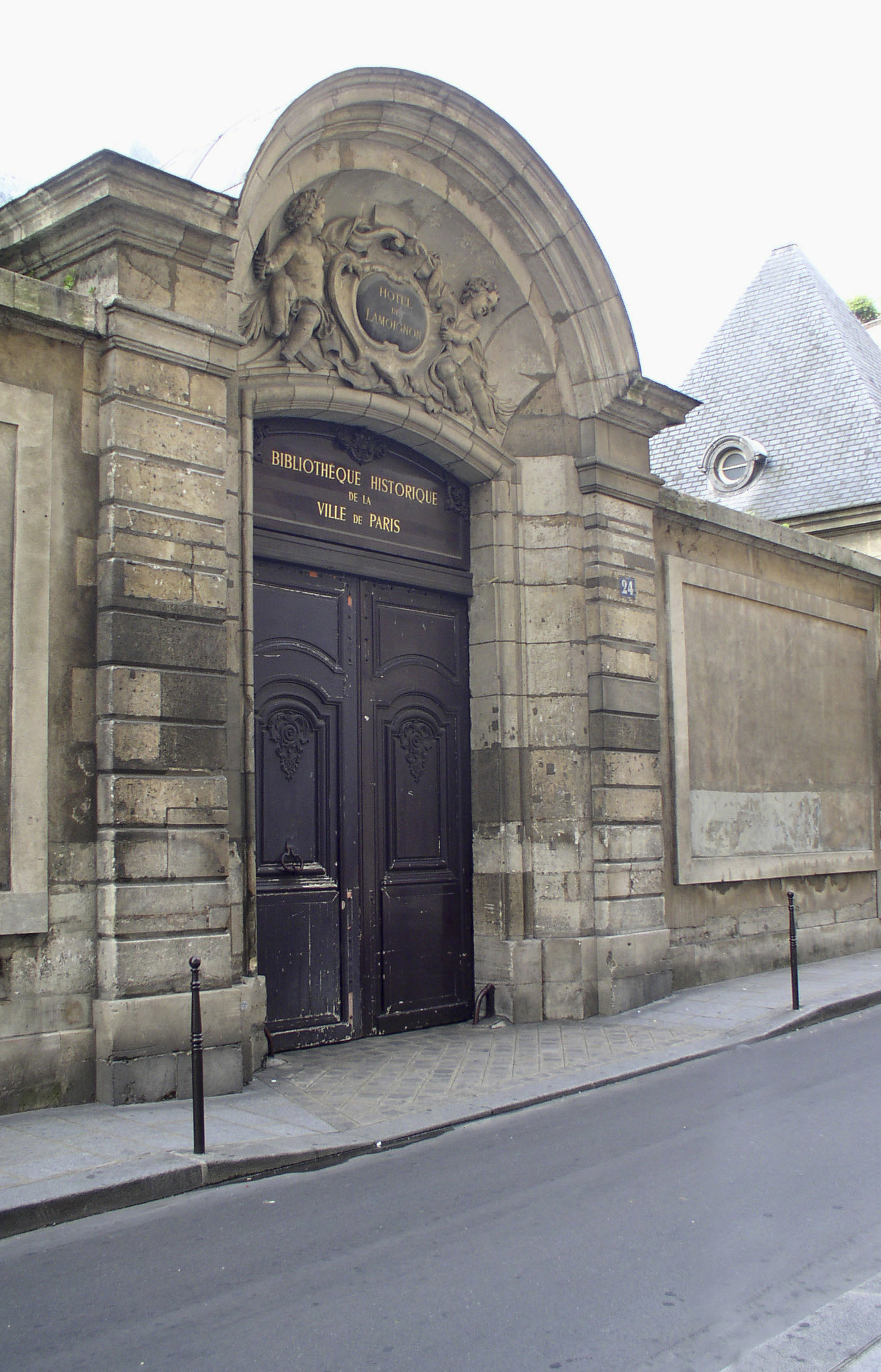

Situé à l'angle des rues Pavée et Neuve Sainte-Catherine (actuelle rue des Francs-Bourgeois), l'hôtel d'Angoulême-Lamoignon est construit à la fin du XVIe pour Diane de France, duchesse d'Angoulême, fille naturelle du roi Henri II. Son neveu, Charles d'Angoulême, fils de Charles IX et de Marie Touchet, hérite cet hôtel particulier en 1619 à la mort de la duchesse et y vit jusqu'en 1650. L'hôtel est alors partagé entre plusieurs locataires dont Guillaume Ier de Lamoignon, premier président du Parlement de Paris, qui l'occupe dès 1658. Une véritable académie d'humanistes se réunit autour de lui pendant plusieurs décennies. Les Lamoignon deviennent propriétaires de l'hôtel en 1688. L'hôtel est acquis par la Ville de Paris en 1928, mais le programme des travaux de restauration et d'agrandissement, décidé dès 1941, n'est achevé qu'une vingtaine d'années plus tard. L'hôtel est classé monument historique en 1937.

### Le pavillon et les statues
Dans la cour, un petit pavillon moderne permet de garder la mémoire des deux premiers habitants de l'hôtel : Diane de France et Charles d'Angoulême. Leurs statues funéraires, dépôts du musée du Louvre et du musée de Versailles, proviennent de la chapelle funéraire, acquise par la duchesse pour abriter les sépultures de sa famille, à l'ancienne église des Minimes de la Place royale, détruite à la Révolution.
La statue de la duchesse a été réalisée par Thomas Boudin en 1621 et celle de son neveu par Pierre II Biard.

## Les collections
Les collections de la bibliothèque comprennent plus de 2 millions de documents de toute nature, concernant l'histoire de Paris et de l'Île-de-France, la littérature et le théâtre.
Elles se composent de livres imprimés, de journaux et documents éphémères divers, de manuscrits, de cartes et plans et de documents iconographiques (dessins, estampes, affiches, cartes postales et photographies).

### Livres imprimés
- Environ 300 000 volumes, du XVe à nos jours.
- Fonds particuliers : Jules Cousin, Alfred Dreyfus (collection Ochs), George Sand, François Villon, Guillaume Apollinaire, Jean Cocteau, Louis Guillaume, Commune de Paris-1871(fonds Marcel Cerf).
- Catalogue consultable en ligne au sein du Catalogue des bibliothèques patrimoniales et spécialisées de la Ville de Paris.
- 300 incunables décrits dans le volume VIII du Catalogue régional des incunables des bibliothèques publiques de France[1].
- Fichiers sur papier : actes royaux français (XVIe-XVIIIe siècles) ; iconographie parisienne ; dépouillement de récits de voyages à Paris du XVIe siècle au XIXe siècle par sujet.

### Revues et journaux
- Environ 5 000 titres de revues et journaux du XVIIe à nos jours dont 260 abonnements en cours, également signalés sur Sudoc[2].
- Des journaux et revues rares datant de la Première guerre mondiale sont consultables sur Gallica.
- Fichier sur papier dépouillant des articles de périodiques sur Paris et la région parisienne comprenant environ 150 000 références de 1945 à 2005.

### Cartes et plans
- Environ 15 000 plans de Paris et de l'Île-de-France, manuscrits et imprimés, du XVIe à nos jours
- Certains documents ont été numérisés et sont consultables en ligne sur le portail des bibliothèques spécialisées de la ville.

### Manuscrits
- Environ 20 000 manuscrits historiques du Moyen Âge au XXe : un aperçu général des collections de manuscrits et d'archives de la bibliothèque est disponible sur le Catalogue collectif de France. Sujets couverts : topographie de Paris, archéologie de Paris, Paris révolutionnaire, papiers d'érudits, théâtre (voir ci-dessous), littérature française des XIXe et XXe siècles.
- Fonds particuliers : George Sand, Jules Michelet, Jean Cocteau, Voltaire, Marie-Louise Bouglé, Charles-Félix Parent de Rosan[3]. Le catalogue de ses papiers à la BHVP est consultable sur le Catalogue collectif de France, Madeleine Vionnet, etc.
- Une partie des manuscrits et archives est cataloguée et consultable uniquement sur le Catalogue collectif de France, section Manuscrits : elle correspond à ceux décrits dans les deux tomes imprimés du Catalogue général des manuscrits des bibliothèques publiques de France. Tomes LIX et LX. Bibliothèque historique de la Ville de Paris. Par Michèle Vasseur-Depoux, Paris, Bibliothèque nationale, 1975-1981.

### Images

#### Dessins
La Bibliothèque historique possède principalement des dessins représentant Paris ou des bâtiments de Paris. Ils sont en petit nombre, la collection d'origine constituée par Jules Cousin ayant été attribuée au Musée Carnavalet lors de la division de 1898.
Certains ensembles sont numérisés et consultables sur le portail des bibliothèques spécialisées de la Ville : portefeuille de plans manuscrits du château de Vincennes (XVIIe-XVIIIe siècles), recueil de Jules-Denis Thierry sur l'Arc de triomphe de 1836, les projets de Baltard pour les anciennes Halles, etc.

#### Estampes
La collection d'estampes est constituée entre autres de la série dite Petite iconographie parisienne, constituée d'illustrations diverses des XIXe et XXe siècles découpées dans des journaux ou des livres d'histoire parisienne, rassemblées par arrondissement et ordre alphabétique des rues de Paris.

#### Affiches
- Environ 80 000 affiches du XVIIe au XXe siècle.
- Collection composée majoritairement d'affiches typographiques et illustrées concernant l'Ancien Régime, la Révolution française, les révolutions du XIXe siècle, les élections municipales des XIXe et XXe siècles, la vie à Paris pendant les deux guerres mondiales, la vie culturelle parisienne, etc.

#### Cartes postales
- Environ 200 000 cartes postales du XIXe siècle et du début du XXe siècle concernant Paris et la région parisienne.

#### Photographies
- Environ 500 000 photographies du milieu du XIXe siècle à nos jours (vues de Paris et de la région parisienne, portraits...)
- Fonds particuliers : Lansiaux, André Vigneau, André Zucca,  fonds France-Soir, Thérèse Bonney, René-Jacques, Marcel Cerf.
- Un certain nombre sont désormais numérisées et consultables sur le portail des bibliothèques patrimoniales et spécialisées de la Ville, section Patrimoine numérisé : 304 photographies d'Hippolyte Blancard sur les dégâts de la guerre de 1870 ; 115 tirages représentant le Paris de la fin du 19e siècle de Pierre Emonts d'après les négatifs de Charles Marville ; 501 photographies de René-Jacques du Paris des années 1940-1960.

### Collections théâtrales
Le cœur des collections théâtrales est constitué de la bibliothèque de l'Association de la régie théâtrale (ART), entrée en 1969. Ce fonds documente principalement la vie des théâtres privés parisiens aux XIXe et XXe, à travers une grande variété de documents : livres, manuscrits dont plus de 6 000 relevés de mises en scène dramatiques et lyriques, correspondances, programmes de théâtre (environ 60 000), maquettes planes et construites de décors et costumes (environ 2 000), dossiers d'articles de presse, photographies de scènes et de personnalités, affiches, estampes, etc.
Sont actuellement signalés : 
- les relevés de mises en scène dramatiques sur le Catalogue collectif de France
- les programmes de théâtre parisiens sur le catalogue des bibliothèques patrimoniales et spécialisées de la Ville de Paris.
- le répertoire théâtral (textes publiés des pièces de théâtre) sur le catalogue des bibliothèques patrimoniales et spécialisées de la Ville de Paris

Des fonds spécifiques provenant de metteurs en scène, de décorateurs, de directeurs de théâtre ou de comédiens sont également conservés, comme le fonds Jacques Hébertot, les archives de Jean Mercure, le fonds Jacques Noël, les archives des tournées Baret, ou bien encore le fonds des Frères Jacques.
Le fonds général de la BHVP est aussi riche de milliers de pièces de théâtre datant des XVIIIe, XIXe et XXe siècles et de périodiques anciens spécialisés en théâtre.

### Documents éphémères
La bibliothèque possède un fonds de documents éphémères, anciennement dénommé Actualités, sur Paris et sa région, regroupant des documents volants, rarement conservés : pièces de la rue, imprimés de villes, prospectus, dossiers biographiques, factures de commerce, menus de restaurants, catalogues commerciaux essentiellement de la fin du XIXe siècle et de la première moitié du XXe siècle, classés thématiquement ou topographiquement.

## Salle de lecture

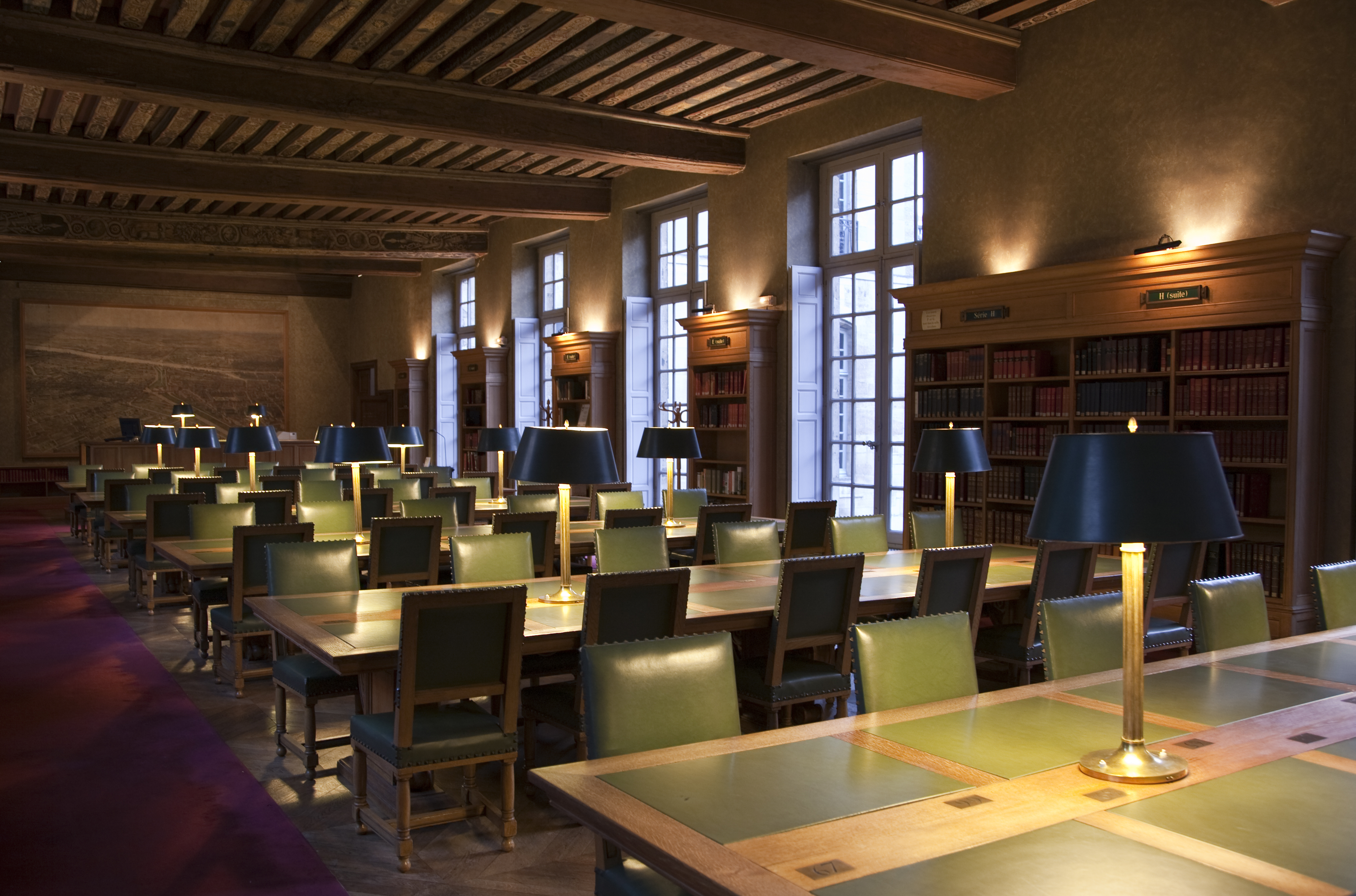
Salle de lecture de la BHVP.

Une salle de lecture de 86 places permet la consultation des documents et l'accès à des postes informatiques (catalogue informatisé, ressources électroniques, internet). La consultation des documents se fait uniquement sur place.
Les documents de la bibliothèque peuvent être photographiés par les lecteurs sous réserve de leur état de conservation et dans le respect de la législation sur le droit d'auteur.

## Expositions
La Bibliothèque historique a organisé des expositions de 1903 à 1913, du temps de son directeur Marcel Poëte ; puis à nouveau dans l'hôtel de Lamoignon à partir de 1973, et depuis 1993 à la Galerie des bibliothèques de la Ville de Paris (22, rue Malher, dans le 4e arrondissement), fermée en 2017.

## Action culturelle
La bibliothèque organise ponctuellement des visites et présente régulièrement des conférences touchant à telle spécialité de ses collections.
Elle expose également régulièrement des documents dans les vitrines de l'accueil de la bibliothèque.
Elle participe chaque année à l'accueil du public dans le cadre des Journées européennes du patrimoine en septembre.

## Sources
- Henry de Surirey de Saint-Rémy, La Bibliothèque historique de la Ville de Paris, Hôtel de Lamoignon, 1969.
- « Bibliothèque historique de la Ville de Paris », Patrimoine des bibliothèques de France, vol. 1, Île-de-France, Paris, 1995, p. 192-201.
- Henry de Surirey de Saint-Rémy, « La bibliothèque historique de la Ville de Paris », Bulletin des bibliothèques de France, 1969, no 2, p. 47-62.
- Les collections de la Bibliothèque historique de la Ville de Paris, tiré-à-part de la revue Art et Métiers du Livre, no 194, 1995.
- Henry Seguy, « Les statues de Diane de France et de Charles de Valois dans le « Pavillon d'Angoulême » », Bulletin de la société des amis de la Bibliothèques historique de la Ville de Paris, no 2, 1975.
- Isabelle Pébay-Claude Troquet, Diane de France et l'hôtel d'Angoulême en 1619, 1995.